# Tristubh
Tristubh é uma métrica védica de 44 sílabas (quatro padas de onze sílabas cada), ou de qualquer hino composto nesta métrica. É a métrica mais prevalecente do Rigveda, equivalendo a aproximadamente 40% de seus versos.
O tristubh pada contém um "intervalo" ou cesura, depois de quatro ou cinco sílabas, necessariamente em um limite de palavra ou, se possível, num intervalo sintático, seguido por três ou duas sílabas curtas. As quatro sílabas finais formam uma cadência trocaica. Por exemplo, RV 2.3.1:
a sámiddho agnír níhitaḥ pṛthivyâm 
b pratyáṅ víśvāni bhúvanāniy asthāt
c hótā pāvakáḥ pradívaḥ sumedhâ 
d devó devân yajatuv agnír árhan
"Agni is set upon the earth well kindled / he standeth in the presence of all beings. / Wise, ancient, God, the Priest and Purifier / let Agni serve the Gods for he is worthy." (trans. Griffith; note que o tradutor tenta imitar a métrica em inglês)
"Agni é fixo na terra bem aceso / ele está na presença de todos os seres. / Sábio, antigo, Deus, o Sacerdote e Purificador / deixe Agni servir aos Deuses, porque ele é merecedor."
Será lido metricamente como
a  ˘ ¯ ¯ ¯ ¯ / ˘ ˘  | ¯ ˘ ¯ x
b  ¯ ¯ ¯ ¯ ˘ / ˘ ˘  | ¯ ˘ ¯ x
c  ¯ ¯ ˘ ¯ ¯ / ˘ ˘  | ¯ ˘ ¯ x
d  ¯ ¯ ¯ ¯  / ˘ ˘ ˘ | ¯ ˘ ¯ x
sendo que / marca a caesura e | separa a cadência:
a sámiddho agnír / níhi|taḥ pṛthivyâm 
b pratyáṅ víśvāni / bhúva|nāni asthāt
c hótā pāvakáḥ / pradí|vaḥ sumedhâ 
d devó devân / yajatu | agnír árhan
O Avestá tem uma estrofe paralela de 4x11 sílabas com uma cesura após a quarta sílaba.
Os versos Tristubh também são usados em literatura posterior. O Bhagavad Gita é principalmente composto em Anustubhs ("shlokas"), mas é entremeado com Tristubhs, por exemplo, na passagem que começa no capítulo 11, verso 15, em que Arjuna começa a falar em Tristubhs.